# James Woods (aktor)

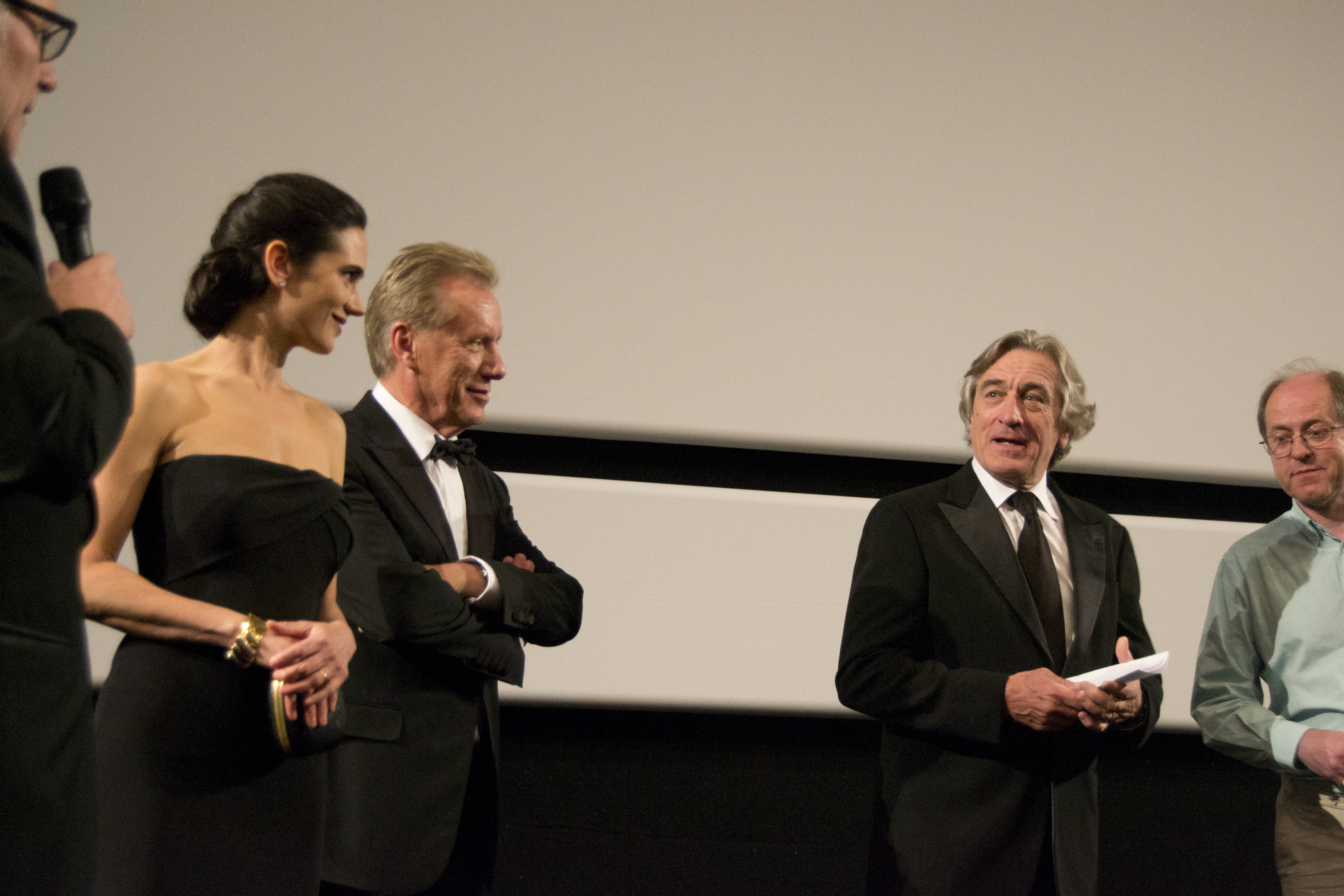
James Woods, Robert De Niro i Jennifer Connelly w Cannes

James Howard Woods (ur. 18 kwietnia 1947 w Vernal) – amerykański aktor, scenarzysta, reżyser filmowy i telewizyjny.
Został doceniony za talent, inteligencję i aktorską wszechstronność, traktował kino jako możliwość wypowiedzenia się o politycznej rzeczywistości. Na ekranie ukrywał reakcje, a jego kamienna twarz rzadko wyrażała emocje i stanowiła nieodłączną cechę gry aktorskiej.
15 października 1998 otrzymał własną gwiazdę w Alei Gwiazd w Los Angeles znajdującą się przy 7021 Hollywood Boulevard.

## Życiorys

### Wczesne lata
Urodził się w Vernal w stanie Utah w rodzinie rzymskokatolickiej byłego amerykańskiego oficera wywiadu armii angielskiego i niemieckiego pochodzenia – Gaila Peytona Woodsa (1915–1960), który zmarł po rutynowej operacji, i nauczycielki irlandzkiego pochodzenia Marthy A. (z domu Smith). Jego matka prowadziła przedszkole po śmierci męża i później wyszła ponownie za mąż za Thomasa E. Dixona. Jego młodszy o równe dziesięć lat brat Michael Jeffrey (1957–2006) był także aktorem.
James już jako dziecko wyróżniał się wielką inteligencją (jego IQ wynosi ponad 180), studiując z zapałem m.in. algebrę liniową na uniwersytecie. W tamtym czasie marzył o wykonywaniu pracy okulisty lub byciu policjantem. Gdy szyba spadła mu na ramię, uszkadzając arterię, lekarze założyli mu ponad dwieście szwów. Ten wypadek pokrzyżował jego plany, uniemożliwiając zarówno grę na gitarze, jak i pracę w klinice medycznej.
Dorastał w Warwick w stanie Rhode Island, gdzie w 1965 ukończył do Pilgrim High School. Krótko służył jako ministrant w kościele katolickim. Dzięki stypendium studiował na wydziale nauk politycznych w Massachusetts Institute of Technology w Cambridge w stanie Massachusetts, ważnym centrum amerykańskiego życia kulturalnego.

### Kariera
W 1970 zadebiutował na Broadwayu w sztuce The Borstal Boy. Występował jednocześnie na deskach scenicznych off-Broadwayu w Nowym Jorku. Jako młodzieniec otrzymał nagrodę na New England Theatre Festival za kreację w mało znanej sztuce. W 1971 odebrał nagrodę Obie za udział w spektaklu Saved. W 1972 otrzymał Theatre World za występ w Moonchildren.
W kinie zadebiutował u Elii Kazana w dramacie Goście (The Visitors, 1972). Duże uznanie przyniosła mu rola Karla Weissa, zgorzkniałego artysty żydowskiego w miniserialu Holocaust (1978). Za rolę psychopaty Gregory’ego Powella, który dokonuje zbrodni w dramacie Cebulowe pole (The Onion Field, 1979) otrzymał pierwszą nominację do nagrody Złotego Globu. Zebrał dobre recenzje za rolę zdradzającego swojego przyjaciela Maximiliana ‘Maxa’ Bercovicza, postać naznaczoną tragizmem i zagraną niezwykle sugestywnie w gangsterskiej opowieści Sergio Leone Dawno temu w Ameryce (Once Upon a Time in America, 1984). Kolejna rola D.J. w telewizyjnym dramacie familijnym Obietnica (Promise, 1986) przyniosła mu nagrodę Złotego Globu, Złotego Jabłka i Emmy. Tę ostatnią nagrodę odebrał także za postać Billa Wilsona w filmie Nazywam się Bill W. (My Name Is Bill W., 1989).
W swojej karierze otrzymał dwie nominacje do Oscara, jako Richard Boyle, relacjonujący dramatyczne wydarzenia w Wietnamie, Kambodży, Libanie i w krajach Ameryki Środkowej w dramacie wojennym Olivera Stone’a Salwador (Salvador, 1986) oraz za rolę Byrona De La Beckwitha, zagorzałego rasisty, nasyconego złowrogą pychą, przerażającą pewnością siebie i energią w dramacie Roba Reinera Duchy Missisipi (Ghosts of Mississippi, 1996).

## Życie prywatne
W 1963 spotykał się z Julie Wright. 31 sierpnia 1980 poślubił projektantkę kostiumów Kathryn Morrison-Pahoę, z którą się rozwiódł 20 września 1983. Romansował z aktorką Daną Delany (1985) i aktorką Amy Lynn Baxter (1985). 2 czerwca 1989 ożenił się z trenerką koni Sarah Marie Owen, lecz w 1990 doszło do rozwodu. Związany był z aktorką Sean Young (1988), z którą tworzył ekranowe kochające się małżeństwo, które wpada w koszmar kokainowego uzależnienia w dramacie Harolda Beckera Zastrzyk energii (The Boost, 1988), aktorką Paulą Trickey (w lutym 1990), aktorką filmów erotycznych Elizabeth Hilden (w maju 1990), Miss Karoliny Północnej 2009 – Julie Tesh (od września 1990 do stycznia 1992), aktorką Heather Graham (od czerwca 1992 do stycznia 1993), aktorką Terri Garber (1993), piosenkarką Missy Crider (od stycznia 1993 do października 2000), aktorką Nicollette Sheridan (od października 1995 do października 1996), producentką filmu 3000 mil do Graceland Lynn Oddo (od listopada 1996 do kwietnia 1997), aktorką Lauren Holly (2000), aktorką Alexis Thorpe (w marcu 2000), scenarzystką Dawn DeNoon (od maja 2003 do stycznia 2004), fotomodelką Allison Giannini (2005), Ashley Madison (od maja 2006 do 2011), aktorką Danielle Panabaker (w lipcu 2008) i o 46 lat młodszą Kristen Bauguess (w maju 2013), która była aresztowana w związku z podejrzeniem dwóch przestępstw i trzech wykroczeń według akt sądowych, m.in. za posiadanie narkotyków.

## Filmografia

### Filmy
- 1973: Tacy byliśmy (The Way We Were) jako Frankie McVeigh
- 1975: W mroku nocy (Night Moves) jako Quentin
- 1979: Cebulowe pole (The Onion Field) jako Gregory Ulas Powell
- 1983: Wideodrom (Videodrome) jako Max Renn
- 1984: Przeciw wszystkim (Against All Odds) jako Jake Wise
- 1984: Dawno temu w Ameryce (Once Upon a Time in America) jako Maximilian „Max” Bercovicz
- 1984: Salwador (Salvador) jako Richard Boyle
- 1987: Best Seller(inne języki) jako Cleve
- 1988: Gliniarz (Cop) jako detektyw Lloyd Hopkins
- 1989: Samotny w obliczu prawa (True Believer) jako Eddie Dodd
- 1989: Zastrzyk energii jako Lenny Brown
- 1992: Chaplin jako Joseph Scott
- 1994: Specjalista (The Specialist) jako Ned Trent
- 1995: Dziennik mordercy (Killer: A Journal of Murder) jako Carl Panzram
- 1995: Kasyno (Casino) jako Lester Diamond
- 1995: Nixon jako H.R. Haldeman
- 1996: Duchy Missisipi (Ghosts of Mississippi) jako Byron De La Beckwith
- 1997: Herkules (Hercules) jako Hades (głos)
- 1997: Kontakt (Contact) jako Michael Kitz
- 1998: Łowcy wampirów (John Carpenter’s Vampires) jako Jack Crow
- 1999: Prawdziwa zbrodnia (True Crime) jako Alan Mann
- 1999: Przekleństwa niewinności (The Virgin Suicides) jako Ronald Lisbon
- 1999: Córka generała (The General’s Daughter) jako pułkownik Robert Moore
- 1999: Męska gra (Any Given Sunday) jako dr Harvey Mandrake
- 1999: Kumpel do bicia (Play It to the Bone) jako Ringside Fan
- 2001: Wakacje. Żegnaj szkoło (Recess: School’s Out) jako dr Philliam „Phil” Benedykt (głos)
- 2001: Final Fantasy: Wojna dusz (Final Fantasy: The Spirits Within) jako generał Douglas Hein
- 2001: Straszny film 2 (Scary Movie 2) jako ojciec McFeely
- 2001: Chłopaki mojego życia (Riding in Cars with Boys) jako pan Leonard Donofrio
- 2002: John Q jako dr Raymond Turner
- 2002: Stuart Malutki 2 (Stuart Little 2) jako Zły Falcon (głos)
- 2003: Northfork jako Walter O’Brien
- 2005: Kochaj i mścij się (Pretty Persuasion) jako Hank Joyce
- 2005: Be Cool jako Tommy Athens
- 2006: Decydująca gra (End Game) jako Vaughn Stevens
- 2007: Na fali (Surf’s Up) jako Reggie Belafonte (głos)
- 2011: Nędzne psy jako trener Tom Heddon
- 2013: Świat w płomieniach (White House Down) jako Martin Walker
- 2013: Jobs jako Dean Jack Dudman
- 2013: Martwy policjant (Officer Down) jako kapitan Verona
- 2014: Jamesy Boy jako porucznik Falton
- 2014: The Stone Pony jako pan Alddon Tup

### Seriale TV
- 1974: Kojak jako Caz
- 1975: Ulice San Francisco (The Streets of San Francisco) jako Doug
- 1976: Barnaby Jones jako Danny Reeves
- 1978: Holocaust (Holocaust: The Story of the Family Weiss) jako Karl Weiss
- 2006: Ekipa (Entourage) jako James Woods
- 2006: Ostry dyżur (ER) jako dr Nate Lennox
- 2006: Shark jako Sebastian Stark
- 2012: Śpiączka (Coma) jako dr Howard Stark
- 2013: Ray Donovan jako Patrick “Sully” Sullivan

### Gry Komputerowe
- 1997: Disney's Hercules Action Game jako Hades (głos)
- 2002: Kingdom Hearts jako Hades (głos)
- 2004: Grand Theft Auto: San Andreas jako Mike Toreno (głos)
- 2005: Kingdom Hearts II jako Hades (głos)
- 2006: Scarface: Człowiek z blizną jako George Sheffield (głos)
- 2010: Kingdom Hearts: Birth by Slepp jako Hades (głos)
- 2010: Kingdom Hearts Re: Coded jako Hades (głos)
- 2019: Kingdom Hearts III jako Hades (głos)

## Nagrody
| Rok  | Nagroda                   | Kategoria                                             | Film             |
| ---- | ------------------------- | ----------------------------------------------------- | ---------------- |
| 1986 | Złoty Glob                | Najlepszy aktor w miniserialu lub filmie telewizyjnym | Obietnica (1986) |
| 1987 | Independent Spirit Awards | Najlepszy aktor pierwszoplanowy                       | Salwador (1986)  |